# ტ
T'ari (asomtavruli Ⴒ, nuskhuri ⴒ, mkhedruli ტ) es la letra número 21 del alfabeto georgiano.
En el sistema de numeración georgiano tiene un valor de 300.
T'ari representa una oclusiva alveolar sorda ocasionalmente eyectiva y se pronuncia como una tani (თ) fuerte.

## Letra

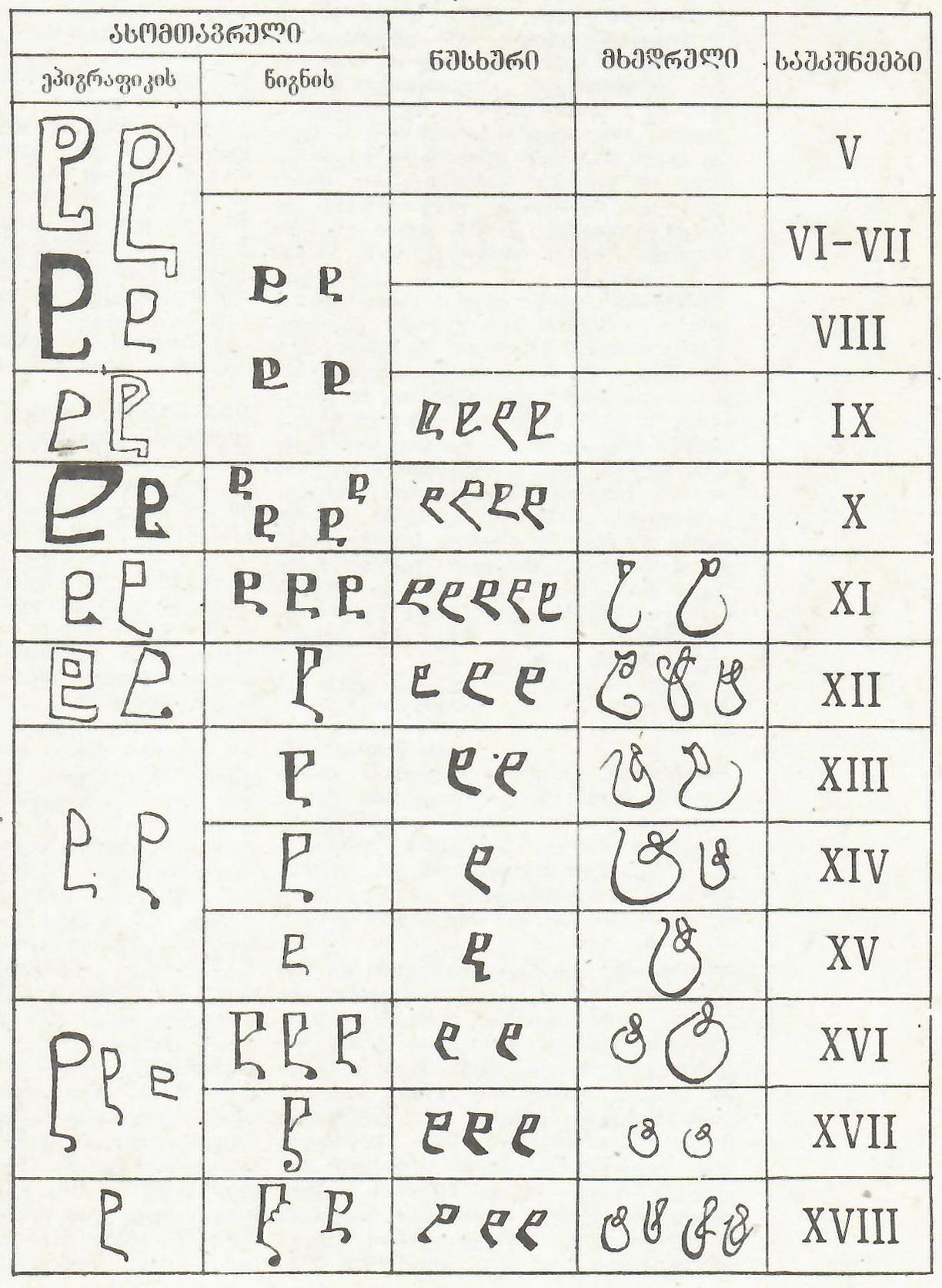
Evolución paleográfica de t'ari hasta llegar a su forma actual

T'ari en el estilo mjedruli presenta algunas variaciones menores. En la escritura manuscrita en vez de ser hecha de un solo trazo, a menudo aparece como un círculo al que se le añade un lazo en forma de ocho centrado en la parte superior o ligeramente ladeado hacia la derecha. En fuentes sans-serif este lazo suele ser simplificado a un simple trazo.
| asomtavruli | nuskhuri | mkhedruli |
| ----------- | -------- | --------- |
|             |          |           |

## Codificación digital
| asomtavruli | nuskhuri | mkhedruli |
| ----------- | -------- | --------- |
| U+10B2      | U+2D12   | U+10E2    |

## Braille
| mkhedruli |
| --------- |
|           |